# Шантийи (город)
Шантийи́ (фр. Chantilly) — город на севере Франции, регион О-де-Франс, департамент Уаза, округ Санлис, центр одноименного кантона. Расположен в 40 км к северу от Парижа, в 11 км от автомагистрали А1 «Нор». В 1 км к югу от центра города находится железнодорожная станция Шантийи-Гувьё линии Париж-Лилль.
Население (2018) — 11 001 человек. Жители зовутся «кантильенцы» (Cantiliens).
Во время французской революции город назывался Шан-Либр (Champ-Libre — вольное поле).

## Достопримечательности
- Шато Шантийи, построенный для знатной семьи Монморанси, затем там проживала семья принцев Конде и, наконец, принц Орлеанский, пятый сын Луи-Филиппа, последнего короля Франции. Принц Орлеанский в 1884 году подарил замок с собранной им художественной коллекцией, включая «Мадонну Орлеанского дома», «Великолепный часослов герцога Беррийского» и множество других шедевров (ныне — музей Конде), Институту Франции. Под впечатлением от его щедрости республиканское правительство отменило декрет об изгнании герцога.
- Музей кружева (Musée de la Dentelle de Chantilly: 34, rue d'Aumale). В экспозиции представлены образцы национального искусства кружевоплетения и предметы ремесла. В коллекции около 1000 образцов кружева шантильи, изготовленных в XIX веке[2].
- Скачки — ежегодно проводимые в июне, начиная с 1834 года, соревнования породистых скакунов Франции, галопирующих за получение двух исторических призов — приза Жокей-клуба и приза Дианы.
- Павильон Манс XVIII века.
- Собор Вознесения Девы Марии (Notre-Dame-de-l’Assomption) XVII века в стиле классицизм.
- Ворота Сен-Дени XVIII века на въезде в город.
- Парк «Огород принцев» XVII века.

## Экономика
Структура занятости населения:
- сельское хозяйство — 0,9 %
- промышленность — 2,8 %
- строительство — 2,3 %
- торговля, транспорт и сфера услуг — 57,8 %
- государственные и муниципальные службы — 36,2 %

Уровень безработицы (2017) — 11,3 % (Франция в целом — 13,4 %, департамент Уаза — 13,8 %). 

Среднегодовой доход на 1 человека, евро (2018) — 26 210 (Франция в целом — 21 730, департамент Уаза — 22 150).

## Демография
Динамика численности населения, чел.

## Администрация
Пост мэра Шантийи с 2017 занимает член партии Республиканцы Изабель Войтовьез (Isabelle Wojtowiez). На муниципальных выборах 2020 года возглавляемый ею правый список победил в 1-м туре, получив 63,99 % голосов.
| Период | Период | Фамилия           | Партия                                                                     | Примечания |
| ------ | ------ | ----------------- | -------------------------------------------------------------------------- | --- |
| 1967   | 1983   | Франсуа Прадер    | Разные правые                                                              | директор страховой компании, член Генерального совета департамента                                             |
| 1983   | 1995   | Филипп Курбуэн    | Союз за французскую демократию                                             | юрист |
| 1995   | 2017   | Эрик Вёрт         | Объединение в поддержку Республики Союз за народное движение Республиканцы | член Регионального совета Пикардии, депутат Национального собрания Франции, государственный секретарь, министр |
| 2017   |        | Изабель Войтовьез | Республиканцы                                                              | |

## Города-побратимы
- Эпсом и Эвелл, Англия
- Ватермаль-Буафор, Бельгия
- Иберлинген, Германия

## Знаменитые уроженцы
- Анн де Монморанси (1492—1567), коннетабль Франции
- Луи Антуан Анри де Бурбон-Конде, герцог Энгиенский (1772—1804), последний представитель рода Конде

## Галерея
- Шато Шантийи
- Большие конюшни шато Шантийи
- Собор Вознесения Девы Марии
- Ипподром Шантийи
- Павильон Манс
- Здание мэрии